# Sozialgericht Freiburg

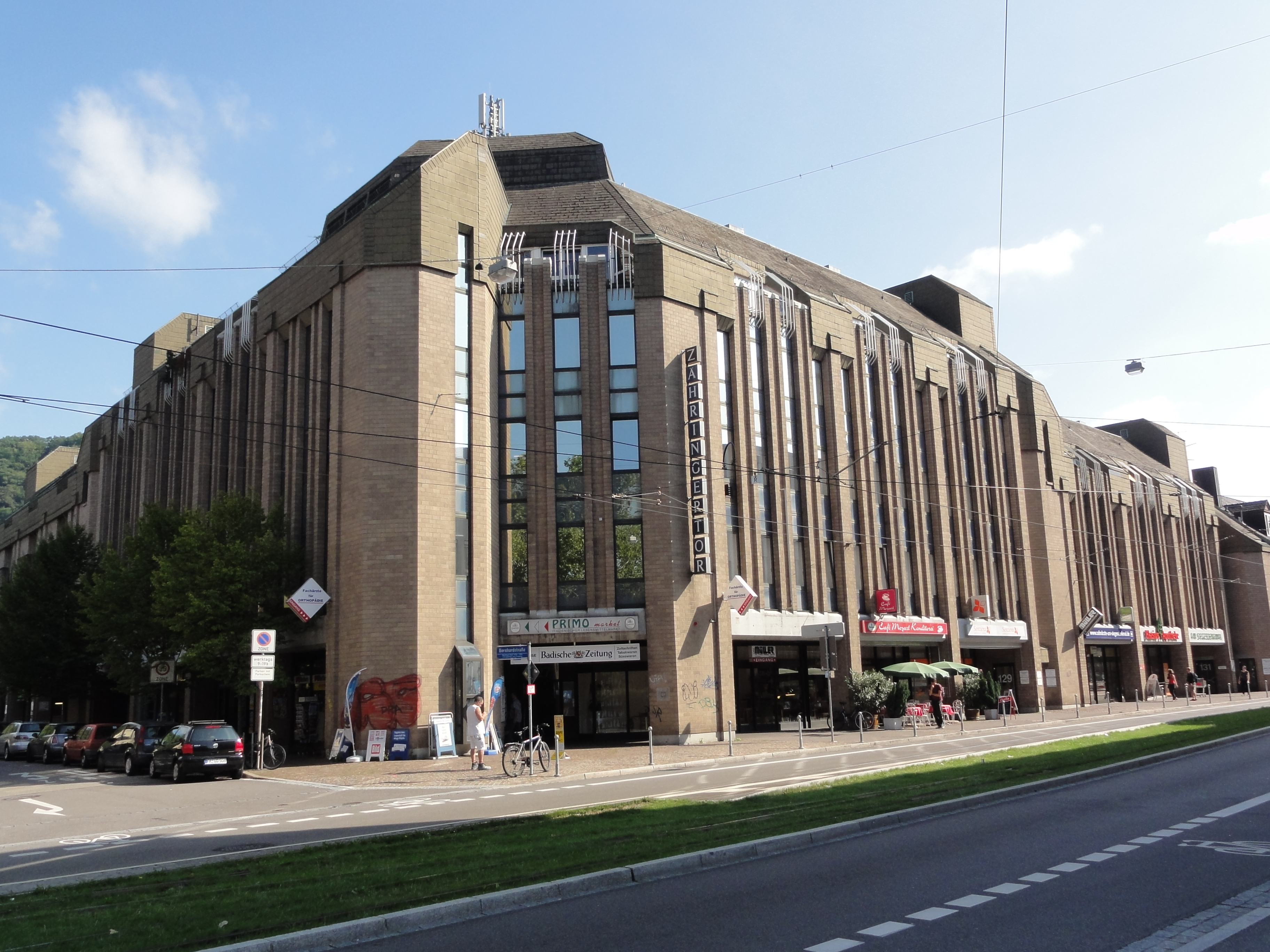
Sozialgericht Freiburg

Das Sozialgericht Freiburg ist ein Gericht der Sozialgerichtsbarkeit. Das Gericht ist eines von acht Sozialgerichten in Baden-Württemberg und hat seinen Sitz in Freiburg.

## Gerichtsgebäude
Das Gerichtsgebäude befindet sich in der Habsburgerstraße 127 nahe der Haltestelle Europaplatz der Straßenbahnlinien 3 und 5. Dort befindet sich auch eine Station des Fahrradverleihsystems Frelo.

## Gerichtsbezirk und übergeordnete Gerichte
Das Gericht ist örtlich für die Stadt Freiburg, den Landkreis Breisgau-Hochschwarzwald, den Landkreis Emmendingen, den Landkreis Lörrach, den Ortenaukreis und den Landkreis Waldshut zuständig. Die sachliche Zuständigkeit ergibt sich aus dem Sozialgerichtsgesetz.
Auf Landesebene ist das Landessozialgericht Baden-Württemberg in Stuttgart das übergeordnete Gericht. Diesem ist wiederum das Bundessozialgericht, in Kassel angesiedelt, übergeordnet.

## Bekannte Persönlichkeiten
Im April 2023 wurde Miriam Meßling zur Richterin des Bundesverfassungsgerichts gewählt. Meßling war bis 2009 Richterin am Sozialgericht Freiburg und vor ihrer Wahl zur Richterin des Bundesverfassungsgerichts Vizepräsidentin des Bundessozialgerichts.